# خورخي لويز باربييري
خورخي لويز باربييري هو لاعب كرة قدم برازيلي، ولد في 1 مايو 1979 في جواو بيسوا في البرازيل. لعب مع باوليستا وسانتو أندريه ونادي أولسان هيونداي ونادي ساو باولو ونادي سيارا ونادي فيتوريا ونادي فيغورينسي.

## وصلات خارجية
- خورخي لويز باربييري على موقع دوري كوريا الجنوبية (الإنجليزية)